# Mophun
Synergenix Mophun (искажённое More fun) - это вычислительная платформа, используемая для запуска переносимого кода на мобильных устройствах. Была разработана шведской компанией Synergenix Interactive в 2002 году, и была заточена под игры.
Первыми телефонами, которые запускали mophun-игры, были телефоны Sony Ericsson. Самым известным телефоном с Mophun является Sony Ericsson T610.
Приложения для Mophun писались на ассемблере в C и C++, с использованием хорошо документированного и открытого API . Для компиляции программ использовалась специальная версия GCC.

## Сравнение платформ Mophun и J2ME
С технической точки зрения, Mophun превосходит J2ME. Тесты, которые провели независимые компании, показали, что в устройстве, где Mophun выдает 60 MIPS, J2ME показывает 400 KIPS (это означает в 150 раз медленнее). Synergenix также добавляет, что в некоторых устройствах некоторые подсистемы используют не код виртуальной машины, а нативный код процессора телефона, а это значит, что скорость может достигать 90% максимальной способности ЦП телефона (например, 90 MIPS для модели с производительностью 100 MIPS при работе с нативными программами).

## Проблемы Mophun
Несмотря на то, наличие удобного API, Mophun не пользовался большой популярностью. Основная причина этого, похоже, заключалась в строгом процессе утверждения - скомпилированную программу можно запускать только под эмулятором, а Synergenix должен утвердить программу, чтобы ее можно было использовать на мобильном устройстве. Утвержденная программа может работать только под одним номером IMEI. Только разработчики зарегистрированные и утвержденные Synergenix, могут использовать самосертификацию (через сервер Synergenix), и им разрешено иметь только один номер IMEI. Разработчик должен подписать договор купли-продажи с Synergenix, чтобы ему можно было делиться программой. Такой процесс запрещает создание бесплатных программ для Mophun, и отбивает охоту многих разработчиков разрабатывать приложения для Mophun.